# 1976 a légi közlekedésben
Ez a lista az 1976-os év légi közlekedéssel kapcsolatos eseményeit tartalmazza.

## Események

### Január
- január 1. – Al Qaysumah településtől északnyugatra. A Middle East Airlines OD-AFT lajstromjelű, 438-as járata, egy Boeing 720-023B típusú utasszállító repülőgép lezuhan. A gépen utazó 66 utas és 15 fő személyzet életét veszti.[1]

### Június
- június 5. - Az első, Koleszov RD-36-51 hajtóművekkel felszerelt Tu–144D 5 tonna teherrel végrehajtja a leghosszabb Tu–144 útvonalrepülést, a 6200 km-es Moszkva-Habarovszk távolságot.
- június 6. - Kota Kinabalu. A Sabah Air légitársaság 9M-ATZ lajstromjelű, GAF N-22B Nomad típusú repülőgépe túl sok terhet szállított, valamint pilótahiba miatt lezuhan. A balesetben 10 utas és 1 fő személyzet veszti életét.[2]

### Július
- július 28. - Magassági és gyorsasági világcsúcsot dönt egy SR–71 Blackbird: 25 929 m és 3529,56 km/h